# Tử trận

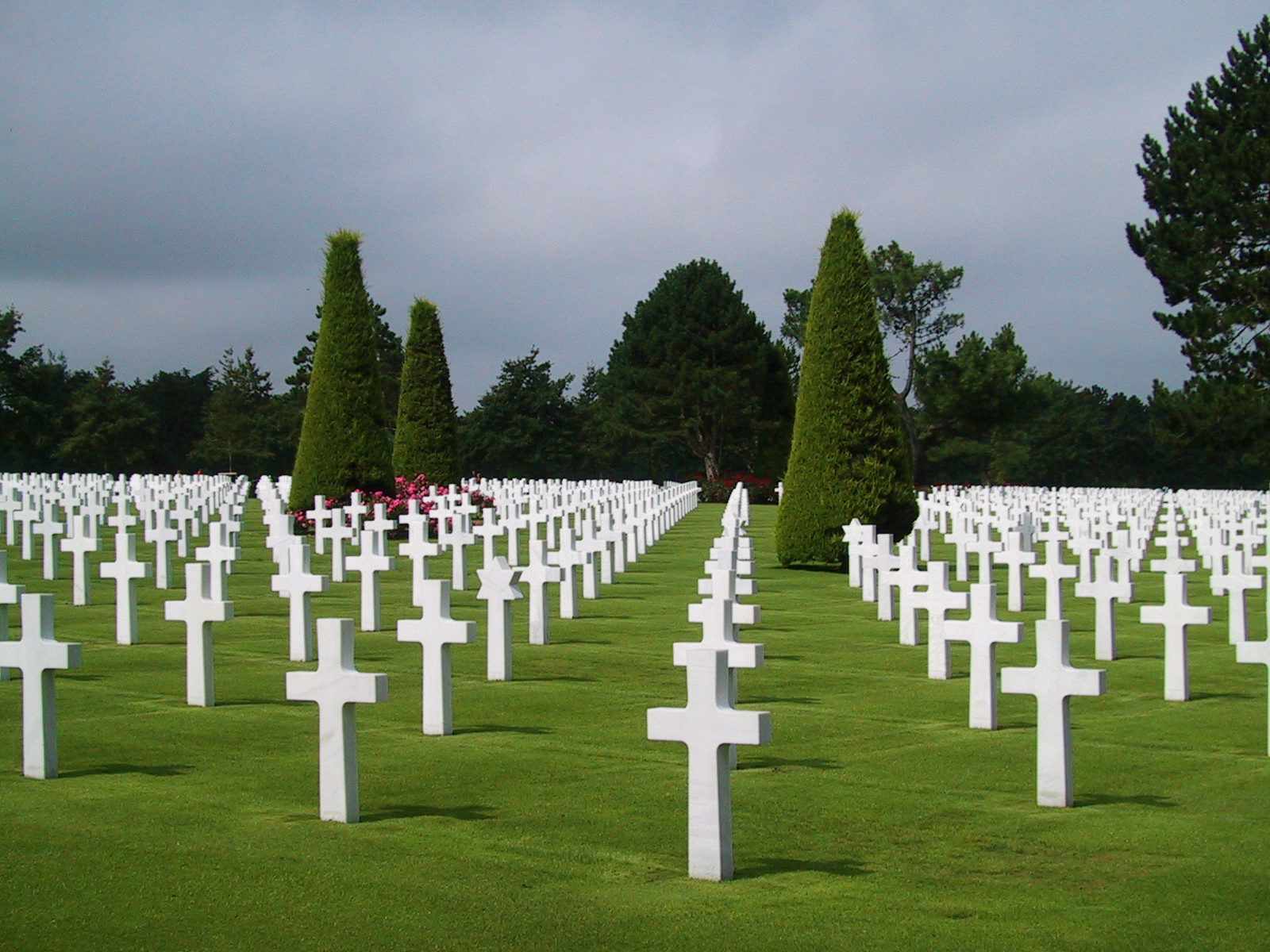
Nghĩa trang và Đài tưởng niệm người Mỹ ở Normandy (gần Colleville-sur-Mer, Pháp), tưởng nhớ những người lính Mỹ đã hy sinh ở châu Âu trong Thế chiến thứ hai

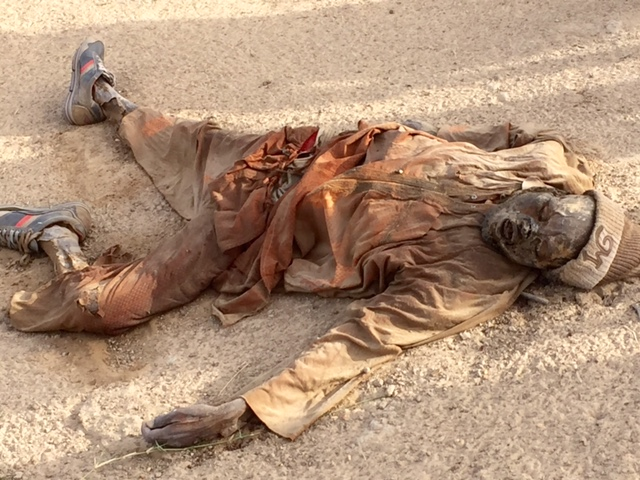
Xác của một chiến binh Boko Haram

Tử trận (tiếng Anh: Killed in action - viết tắt là KIA) là một phân loại nạn nhân thường được nhắc đến trong các trận chiến để mô tả cái chết của các lực lượng quân sự. Ví dụ, nói rằng Một đội quân do tướng Isaac Brock đã giao chiến với quân đội của Stephen Van Rensselaer và Isaac Brock đã bị giết ngay tại trận, trường hợp này ta có thể nói là Isaac Brock bị tử trận.. Hơn nữa, KIA biểu thị một cá nhân đã bị thiệt mạng lúc hành động trên chiến trường trong khi "qua đời vì vết thương" - tử thương (hoặc DOW) liên quan đến một người sống sót để tiếp cận được một cơ sở điều trị y tế. Các Tổ chức Hiệp ước Bắc Đại Tây Dương (NATO) cũng sử dụng DWRIA, hơn là DOW, tức "qua đời vì vết thương đã nhận trong hành động." Tuy nhiên, lịch sử, quân đội và các sử gia đã sử dụng các từ viết tắt cũ là KIA.